# Баклановский (хутор)
Баклановский — хутор в Новониколаевском районе Волгоградской области России. Входит в состав Куликовского сельского поселения. Население 27 чел. (2010) .

## История
В соответствии с Законом Волгоградской области от 22 декабря 2004 года № 975-ОД «Об установлении границ и наделении статусом Новониколаевского района и муниципальных образований в его составе», хутор вошёл в состав образованного Куликовского сельского поселения.

## География
Расположен в северо-западной части региона, в степной зоне, в пределах Хопёрско-Бузулукской равнины? у пруда Бирючий.
Абсолютная высота — 135 метров над уровнем моря.

## Население
| 2010 |
| ---- |
| 27   |

Гендерный состав
По данным Всероссийской переписи населения 2010 года в гендерной структуре населения из 27 человек мужчин — 11, женщин — 16 (40,7 и 59,3 % соответственно).
Национальный состав
Согласно результатам переписи 2002 года, в национальной структуре населения
русские составляли 99 % от общей численности населения в 69 чел..

## Инфраструктура
Развитое сельское хозяйство. Личное подсобное хозяйство.

## Транспорт
подъезд от автомобильной дороги «М-6 „Каспий“ -Куликовский — Хоперский — Верхнекардаильский — Новониколаевский» к х. Баклановский (идентификационный номер 18 ОП МЗ 18Н-88-2).
Просёлочные дороги.